# Ulf Holm

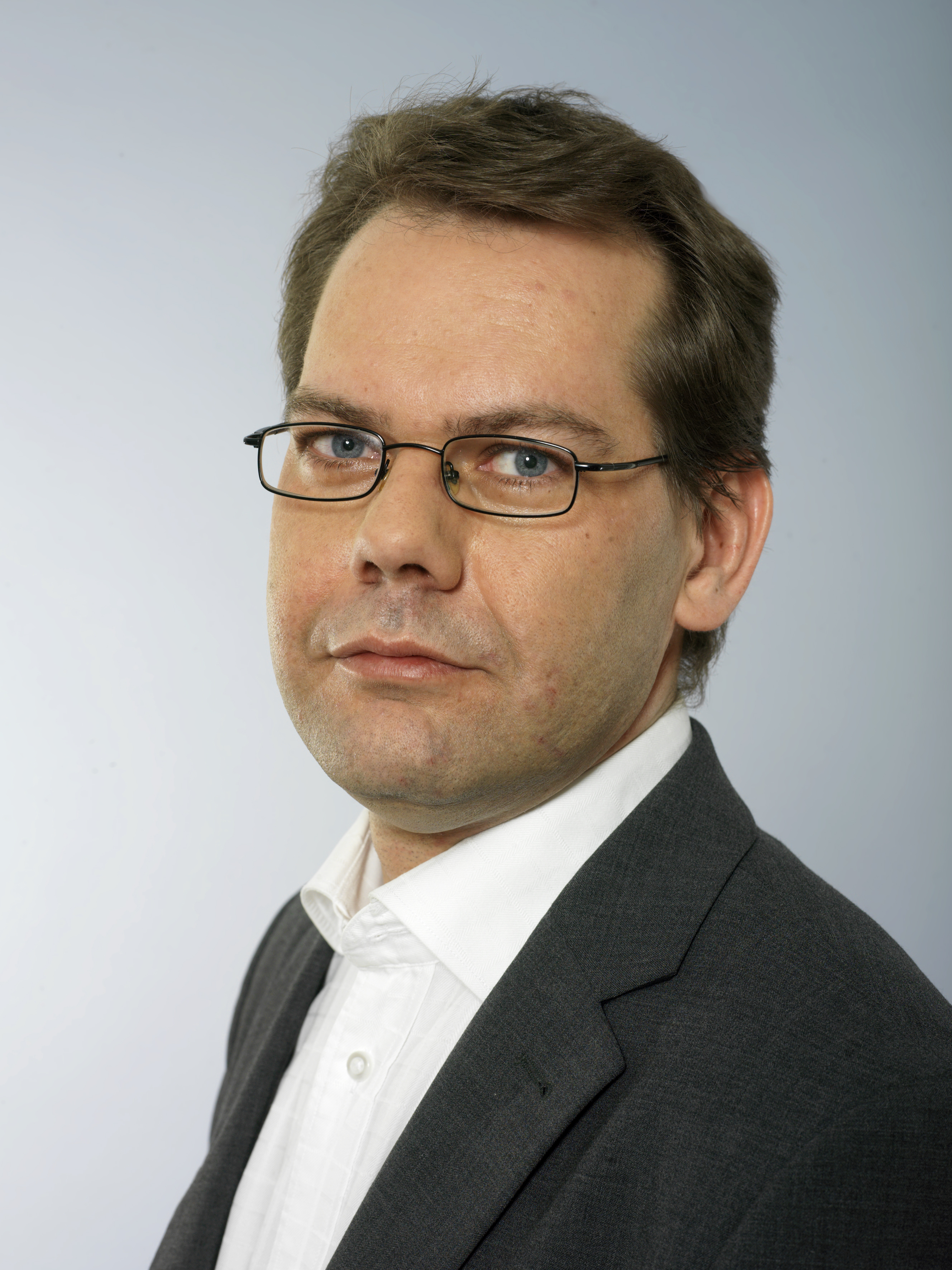
Ulf Holm (2008)

Ulf Holm (* 4. Juni 1969 in Lund) ist ein schwedischer Politiker der Miljöpartiet de Gröna.

## Leben
Von 1995 bis 1999 war Holm Mitglied im Europaparlament. Seit 2002 sitzt Holm im schwedischen Reichstag, seit 2010 ist er dessen zweiter Vizepräsident.